# آلييت أوبهايم
آلييت أوبهايم هي ممثلة سويدية ولدت في 1985.